# Adrian Mitchell
Adrian Mitchell FRSL (Hampstead Heath, 24 de outubro de 1932 — Londres, 20 de dezembro de 2008) foi um poeta, romancista e dramaturgo inglês. Ex-jornalista, ele se tornou uma figura notável na esquerda britânica. Por quase meio século, ele foi o poeta mais importante do país do movimento da Campaign for Nuclear Disarmament. O crítico Kenneth Tynan chamou-o de "o Maiakovski britânico".
Mitchell procurou em seu trabalho neutralizar as implicações de sua própria afirmação de que, "A maioria das pessoas ignora a maior parte da poesia porque a maioria da poesia ignora a maioria das pessoas".
Em uma pesquisa do Dia Nacional da Poesia em 2005, seu poema "Seres Humanos" foi eleito o que a maioria das pessoas gostaria de ver lançado no espaço. Em 2002 ele foi nomeado, semi-seriamente, o " Poeta Laureado das Sombras" da Grã-Bretanha. Mitchell foi por alguns anos editor de poesia do New Statesmane foi o primeiro a publicar uma entrevista com os Beatles. Seu trabalho para Royal Shakespeare Company incluiu Peter Brook's US e a versão em inglês de Marat/Sade de Peter Weiss.
Sempre inspirado pelo exemplo de seu poeta e precursor favorito William Blake, sobre quem escreveu o aclamado Tyger para o National Theatre, sua produção frequentemente irada girou de sátira anarquista antiguerra, passando por poesia de amor e, cada vez mais, histórias e poemas para crianças. Ele também escreveu libretos. O Arquivo de Poesia identificou seu rendimento criativo como extremamente prolífico.
The Times disse que a voz de Mitchell foi uma "voz franca, muitas vezes misturada com ternura". Seus poemas sobre tópicos como guerra nuclear, Vietnã, prisões e racismo se tornaram "parte do folclore da esquerda. Seu trabalho era frequentemente lido e cantado em manifestações e comícios".